# Ebersberg
Ebersberg ist die Kreisstadt des gleichnamigen Landkreises im Regierungsbezirk Oberbayern. Der nördlich von Ebersberg liegende Ebersberger Forst ist eines der größten zusammenhängenden Waldgebiete Deutschlands.

## Geographie
Die Stadt befindet sich am Übergang vom hügeligen Alpenvorland zur Münchner Schotterebene rund 33 Kilometer östlich der Landeshauptstadt München, die mit S-Bahn (S4 und S6), Regionalbahn („Filzenexpress“) und über die B 304 zu erreichen ist. Ebersberg liegt 28 Kilometer südlich von Erding, 32 Kilometer nördlich von Rosenheim, 20 Kilometer westlich von Wasserburg, das mit dem Filzenexpress und auf der B 304 zu erreichen ist, sowie 40 Kilometer vom Flughafen München entfernt.

### Gewässer
Ebersberg liegt am westlichen Rand des Ebrachtals, das Stadtzentrum oberhalb des Tals. Im Nordwesten der Kernsiedlung befindet sich der Egglburger See, der die Ebersberger Weiherkette im Norden der Stadt speist, die wiederum in den Fluss Ebrach übergeht.

### Nachbargemeinden
Nachbargemeinden sind Bruck, Frauenneuharting, Grafing bei München, Hohenlinden, Kirchseeon und Steinhöring und die gemeindefreien Gebiete Ebersberger Forst und Eglhartinger Forst.

### Gemeindegliederung
Die Stadtgemeinde hat 38 Gemeindeteile (in Klammern ist der Siedlungstyp angegeben):
- Aepfelkam (Weiler)
- Altmannsberg (Weiler)
- Aßlkofen (Dorf)
- Au (Einöde)
- Bärmühle (Einöde)
- Dieding (Weiler)
- Ebersberg (Hauptort)
- Egglsee (Dorf)
- Englmeng (Kirchdorf)
- Gsprait (Weiler)
- Halbing (Weiler)
- Haselbach (Kirchdorf)
- Hinteregglburg (Weiler)
- Hörmannsdorf (Dorf)
- Kalteneck (Einöde)
- Kaps (Einöde)
- Kumpfmühle (Weiler)
- Langwied (Weiler)
- Mailing (Weiler)
- Motzenberg (Weiler)
- Neuhausen (Weiler)
- Oberlaufing (Dorf)
- Oberndorf (Pfarrdorf)
- Pollmoos (Dorf)
- Pötting (Weiler)
- Reitgesing (Einöde)
- Reith (Dorf)
- Riedhof (Einöde)
- Rinding (Dorf)
- Ruhensdorf (Dorf)
- Sankt Hubertus (Forsthaus)
- Schrankenschneider (Einöde)
- Sigersdorf (Dorf)
- Traxl (Kirchdorf)
- Unterlaufing (Weiler)
- Vorderegglburg (Dorf)
- Weiding (Weiler)
- Westerndorf (Weiler)

Der Gemeindeteil Sankt Hubertus ist eine Exklave der Stadt umgeben von den gemeindefreien Gebieten Anzinger Forst, Ebersberger Forst und Eglhartinger Forst.
Im Stadtgebiet gibt es die Gemarkungen Ebersberg, Oberndorf, Anzinger Forst (nur Gemarkungsteil 2), Ebersberger Forst (nur Gemarkungsteil 0) und Eglhartinger Forst (nur Gemarkungsteil 1).

### Natur
Folgende Schutzgebiete berühren das Stadtgebiet:
- Naturschutzgebiet NSG "Vogelfreistätte Eggelburger See (NSG-00098.01)
- Landschaftsschutzgebiet LSG "Schutz des Egglburger Sees und Umgebung (LSG-00514.01)
- Landschaftsschutzgebiet Schutz der Weiherkette in der Stadt Ebersberg als LSG (LSG-00515.01)
- Landschaftsschutzgebiet Schutz des Endmoränenzuges zwischen der Stadt Ebersberg und dem Markt Kirchseeon als LSG (LSG-00339.01)
- Fauna-Flora-Habitat-Gebiet Ebersberger und Großhaager Forst (7837-371)
- Naturwald (Naturwald-ID: 3305)

## Geschichte

### Bis zur Gemeindegründung
Die Ortsgeschichte ist eng mit dem 934 von den Grafen von Sempt-Ebersberg (Burg Ebersberg) gegründeten Benediktinerkloster Ebersberg verbunden. Seit dem 14. Jahrhundert übte in Ebersberg die Klosterhofmark die niedere Gerichtsbarkeit aus. 1595 wurde das Benediktinerkloster von Papst Clemens VIII. aufgehoben und die Anlage dem Jesuitenorden übergeben, 1773 übernahm der Malteserorden die Gebäude. Bei der endgültigen Auflösung des Klosters 1808 gingen die Gebäude teils in staatlichen, teils in privaten Besitz über.

### 20. Jahrhundert

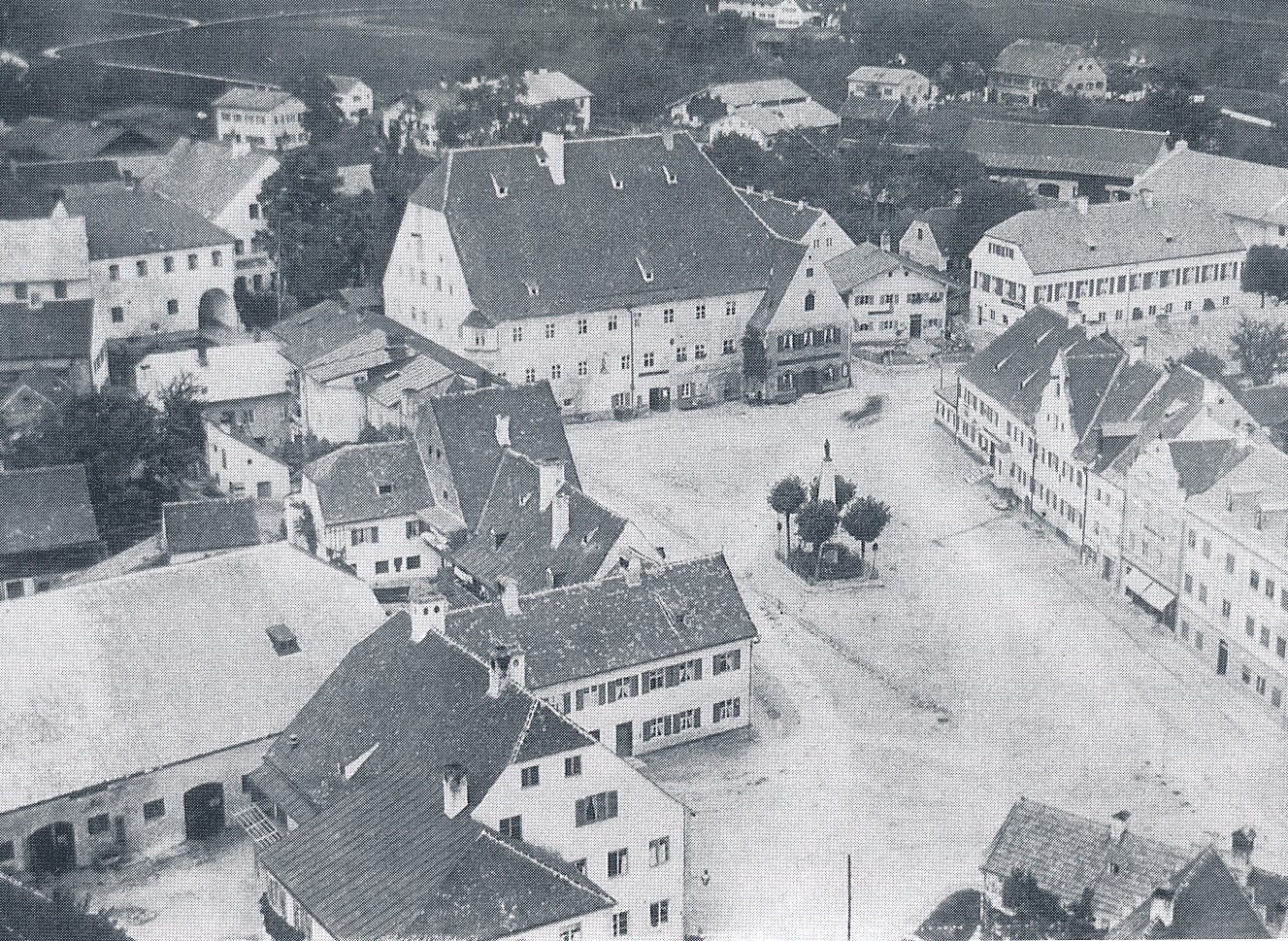
Ebersberger Marienplatz (1900)

Nach dem Zweiten Weltkrieg erlebte der Markt Ebersberg einen wirtschaftlichen Aufschwung; dieser war auch durch den schnellen Wiederaufbau, teilweise auch durch Flüchtlinge und Vertriebene, nach dem Krieg begründet. Aufgrund des starken Wachstums des Markts in den 1950er Jahren wurde Ebersberg am 12. Juni 1954 zur Stadt erhoben und 1972 an die S-Bahn nach München angeschlossen.

### Eingemeindungen
Im Zuge der Gebietsreform in Bayern wurde am 1. Januar 1974 die Gemeinde Oberndorf eingegliedert. Am 1. Mai 1978 kamen kleine Gebietsteile der aufgelösten Gemeinde Nettelkofen mit etwa zehn Einwohnern hinzu.

### Einwohnerstatistik

Einwohnerentwicklung der Stadt Ebersberg seit 1840

Zwischen 1988 und 2021 wuchs die Stadt von 9.234 auf 12.210 um 2.976 Einwohner bzw. um 32,2 %.

### Konfessionsstatistik
Beim Zensus 2011 gaben 14,2 % der Einwohner an, evangelisch zu sein, 53,3 % römisch-katholisch und 32,4 % konfessionslos, einer anderen Glaubensgemeinschaft anzugehören oder machten keine Angabe. Ende 2018 waren 48,2 % katholisch, 12,3 % evangelisch und 39,5 % waren konfessionslos oder gehörten einer anderen Glaubensgemeinschaft an.
Mit Stand 30. September 2023 waren von den 12.826 Einwohnern 41,5 % (5.317) katholisch, 10,7 % (1.366) evangelisch und 47,8 waren konfessionslos oder gehörten einer anderen Glaubensgemeinschaft an.

## Politik

### Stadtrat
Die Kommunalwahlen 2020 und 2014 führten zu folgenden Ergebnissen:
| Partei / Liste  | 2020          | 2020    | 2014              |         |
| Partei / Liste  | Stimmenanteil | Sitze   | Ergebnis          |         |
| CSU             | 34,32 %       | 8       | 43,53 %, 10 Sitze |         |
| SPD             | 18,40 %       | 4       | 19,46 %, 5 Sitze  |         |
| Grüne           | 18,60 %       | 5       | 18,78 %, 4 Sitze  |         |
| Freie Wähler    | 13,07 %       | 3       | 15,66 %, 4 Sitze  |         |
| FDP             | 3,19 %        | 1       | 2,57 %, 1 Sitz    |         |
| PRO Ebersberg   | 12,40 %       | 3       | –                 |         |
| Wahlbeteiligung | 67,46 %       | 67,46 % | 54,38 %           | 54,38 % |

### Bürgermeister
Der Erste Bürgermeister Uli Proske (parteilos) ist seit dem 1. Mai 2020 im Amt. Er wurde als SPD-Kandidat bei der Bürgermeisterwahl 2020 im zweiten Wahlgang mit einem Stimmenanteil von 61,1 % gewählt.

### Wappen
| Wappen von Ebersberg | Blasonierung: „In Gold auf grünem Dreiberg am rechten Schildrand aufsteigend ein schwarzer Eber.“ |
| Wappen von Ebersberg | Wappenbegründung: Der Eber auf dem Dreiberg ergibt ein für den Ortsnamen redendes Bild (Herkunft vermutlich von der Burg eines Eberhart, urkundliche Erwähnung im 10. Jahrhundert als Eberesperch). Das Stadtwappen entspricht dem in der ersten Hälfte des 15. Jahrhunderts auftauchenden apokryphen Prunkwappen für die 1045 ausgestorbenen Grafen von Ebersberg, der Stifterfamilie des 934 gegründeten gleichnamigen Chorherrenstifts, das 1013 von den Benediktinern übernommen wurde. In den Klosterwappen erscheint der Eber erstmals im 1446 gefertigten Wappensiegel von Abt Eckhard. Der Markt Ebersberg war Bestandteil der so genannten Alten Hofmark des Klosters und übernahm das Wappen ohne formale Verleihung, nachdem 1808 das seit 1773 bestehende Großpriorat des Malteserordens aufgehoben war. Ein erster Nachweis des Marktwappens findet sich im Dienstsiegel der Gemeinde von etwa 1830. |

### Städtepartnerschaften
- Frankreich: Yssingeaux, Region Auvergne-Rhône-Alpes, seit 1997[20][21]

## Kultur und Sehenswürdigkeiten

### Sehenswertes

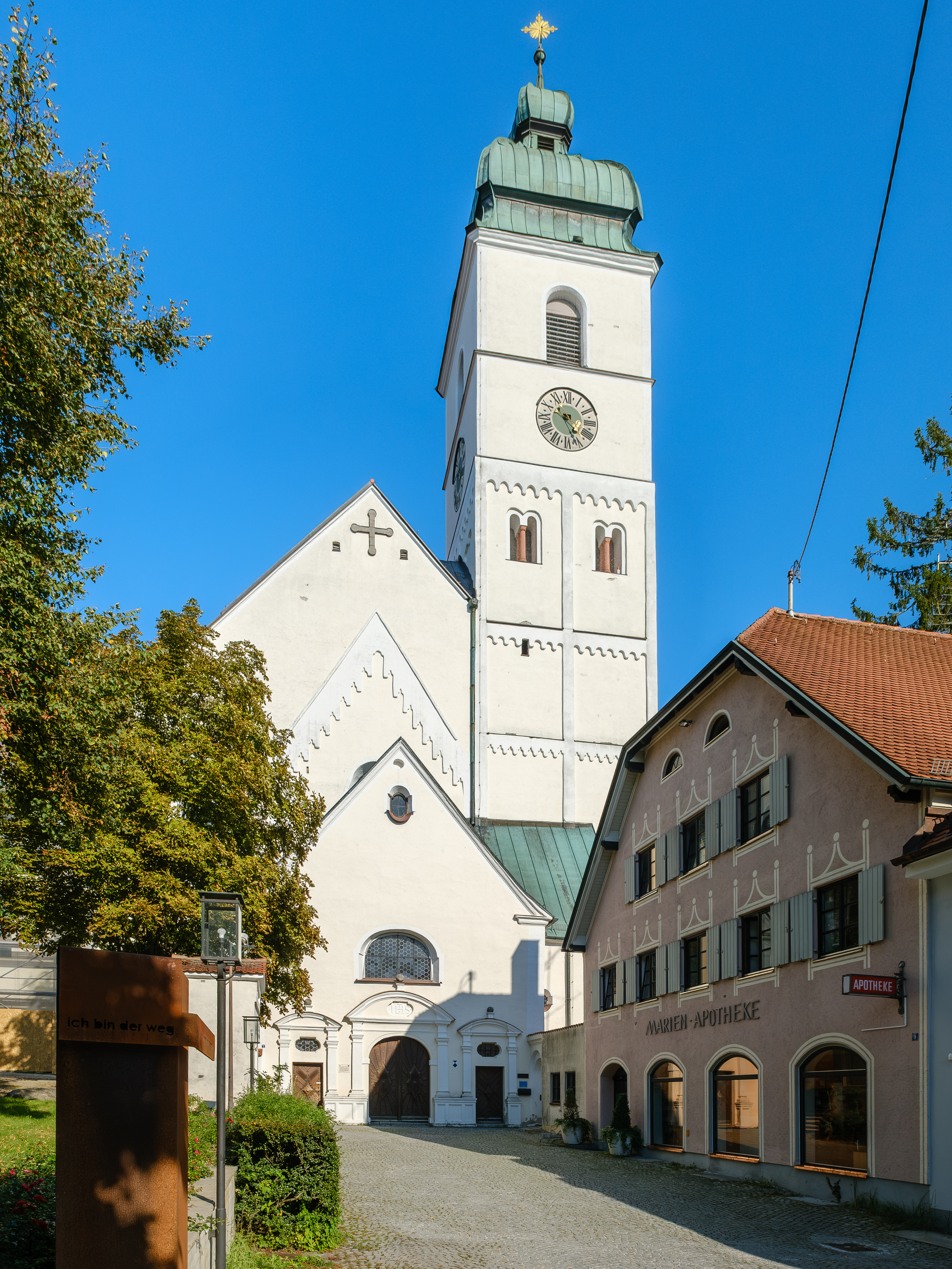
Ehemalige Klosterkirche St. Sebastian

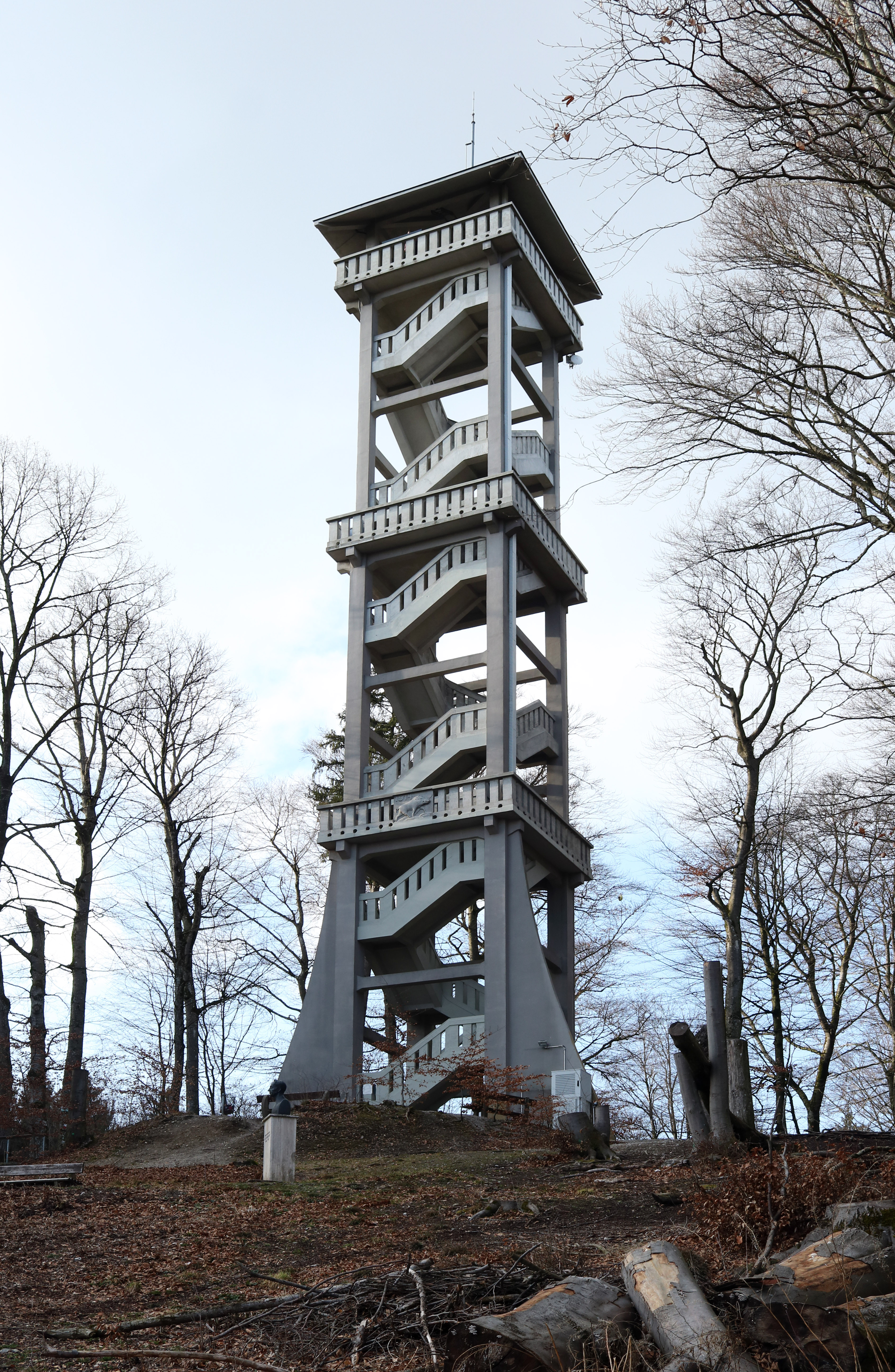
Aussichtsturm Ebersberg

- Wallfahrtskirche St. Sebastian: Westteil von 1230, Langhaus und Chor stammen aus dem 15. Jahrhundert. 1770 bis 1783 wurde die Kirche im Stil des Rokoko umgestaltet. Das Stifterhochgrab aus rotem Salzburger Marmor am Eingang zum Mittelschiff von 1500 stammt aus der Hand von Wolfgang Leb. Weiter erwähnenswert ist die Sebastianskapelle mit barocken Stuckaturen und das Kopfreliquiar des Heiligen Sebastian von 1450. Der mächtige Turm beherbergt ein für seine Dimensionen verhältnismäßig bescheidenes Geläute in Schlagtonfolge b° - d' - f' - g' - a'.
- Rathaus: das heutige Rathaus am Marienplatz befindet sich in der einstigen Klostertaverne.
- Die Weiherkette mit dem Egglburger See ist ein beliebtes Ausflugsziel.
- Der Ebersberger Forst mit seinen vielen Spazierwegen, insbesondere im Wildpark Ebersberg und dessen Wildruhezone.
- Das Museum Wald und Umwelt auf der Ebersberger Ludwigshöhe mit der angegliederten Umweltstation.[22]
- Das private Grabkreuzmuseum Kunstschmiede Bergmeister hat eine Sammlung von etwa 500 aus Eisen geschmiedeten Grabkreuzen und anderen Grabzeichen.[23][24]
- Auf die Ludwigshöhe führt die Heldenallee. Jede ihrer über 80 Linden erinnert an einen Gefallenen des Ersten Weltkriegs aus Ebersberg.
- Aussichtsturm: Mit dem Bau des heutigen Aussichtsturms auf der Ludwigshöhe wurde 1914 begonnen, nachdem dort zuvor ab 1860 ein Steigbaum und ab 1873 ein hölzerner Turm als Aussichtspunkt stand. Bis zur Unterbrechung der Arbeiten im Ersten Weltkrieg waren bereits zwei Stockwerke gebaut worden. In seiner heutigen Form eröffnet wurde der Aussichtsturm am 1. Mai 1915. Die seither mehrfach renovierte Betonkonstruktion der Firma Hochtief ist 35 m[25] hoch und bietet einen Ausblick über den Ebersberger Forst, die Städte Ebersberg und Grafing und bei gutem Wetter auf das Alpenpanorama. Seit 2014 kann man gegen eine Spende an den Kulturfond der Stadtverwaltung Ebersberg den Turm von Einbruch der Dunkelheit bis Mitternacht in einer Farbe nach Wahl erleuchten lassen.[26][27]

### Kultur
In Ebersberg wurde eine Straße (Valtortagasse) nach einer Kabarettgruppe, der aus Ebersberg stammenden Gruppo di Valtorta, benannt. Die zentrale Ebersberger Kultureinrichtung, das Alte Kino Ebersberg, wird heute von einem Trägerverein betrieben, der seine Wurzeln in ebendieser mit dem Deutschen Kleinkunstpreis ausgezeichneten Gruppe hat. Der Kunstverein Ebersberg verleiht jedes Jahr im Rahmen seiner Jahresausstellung den Ebersberger Kunstpreis.

### Sport
Im Ort gibt es viele Anlaufstellen für Sportbegeisterte. Der größte Verein ist mit über 2300 Mitgliedern der TSV 1877 Ebersberg, der neben Fußball, Handball und Turnsport auch Tae Kwon Do oder Badminton anbietet.
Fußball: Die Fußballabteilung besteht aus zwei Sparten. Diese unterteilen sich in den Jugendbereich (U5, U7, U9, U11, U12, U13, U14 und U15) in Kooperation mit dem TSV Steinhöring als SG Ebersberg-Steinhöring (U17 und U19), den Herrenbereich sowie die Senioren in einer Spielgemeinschaft mit dem TSV Grafing, FC Ebersberg und ATSV Kirchseeon. Im Herrenbereich sind drei Mannschaften am Spielbetrieb angemeldet:
- 1. Mannschaft: Kreisliga 6 – Kreis München
- 2. Mannschaft: A-Klasse 6 – Kreis München

Der FC Ebersberg e. V. betätigt sich hingegen nur im Fußballsport und steht bei Einheimischen meist im Schatten des TSV.
Handball: Die Handballabteilung des TSV Ebersberg nimmt aktuell mit zwei Herrenmannschaften, zwei Damenteams und zwölf Nachwuchsmannschaften am Spielbetrieb des Bayerischen Handballverbandes (BHV) teil und tritt unter dem Namen TSV EBE Forst United auf. Der TSVE trägt seine Heimspiele in der Dr.-Wintrich-Halle in Ebersberg aus. Größter Erfolg der Abteilung war die Bayerische Vizemeisterschaft (4. Liga) 2022 des ersten Damenteams, auch „Forst Ladies“ genannt und der damit verbundene Aufstieg in die 3. Handballliga der Frauen. Die weibliche A-Jugend spielte 2020/21 in der Jugendbundesliga.
- 1. Damenteam „Forst Ladies“: 3. Liga der Frauen
- 1. Männermannschaft: Bezirksoberliga Obb. (6. Liga)[32]

Bogenschießen: Die 1989 gegründete BSG Ebersberg stellte schon mehrfach Deutsche und Bayerische Meister.
Eishockey: Der Eishockey-Verein EHC Klostersee, benannt nach dem Ebersberger Klostersee, siedelte bald nach Vereinsgründung 1957 nach Grafing über.
Special Olympics: 2021 bewarb sich die Stadt als Host Town für die Gestaltung eines viertägigen Programms für eine internationale Delegation der Special Olympics World Summer Games 2023 in Berlin. 2022 wurde sie als Gastgeberin für Special Olympics Frankreich ausgewählt. Damit wurde sie Teil des größten kommunalen Inklusionsprojekts in der Geschichte der Bundesrepublik mit mehr als 200 Host Towns.

## Wirtschaft und Infrastruktur

### Unternehmen
Im Ort ist eine Regionalgesellschaft von Aldi Süd angesiedelt.

### Verkehr

#### Straßenverkehr
In Ebersberg kreuzen sich zwei Hauptverkehrsadern, die in Ost-West-Richtung (München–Ebersberg–Wasserburg–Traunstein–Salzburg) verlaufende B 304 und die regional bedeutsame in Nord-Süd-Richtung verlaufende Staatsstraße 2080 (Erding–Markt Schwaben–Ebersberg–Rosenheim). Die B 304 wird nach jahrzehntelanger Planung und Auseinandersetzung seit Ende 2009 südlich an Ebersberg in einer Ortsumgehung vorbeigeführt. Für den Nord-Süd-Verkehr wird seit 2008 vom Bauamt Rosenheim eine Umgehungsmöglichkeit erarbeitet, um die weiterhin überlasteten, engen Straßen der Ebersberger Innenstadt wirksam zu entlasten. Der Presse war zu entnehmen, dass sowohl eine Ostumfahrung als auch ein rund 800 Meter langer Tunnel in der Stadt als Lösungen in Frage kommen.

#### Eisenbahn
Die Stadt liegt an der Bahnstrecke Grafing–Wasserburg, die südlich des Stadtzentrums verläuft. Die Bahnstrecke nach Grafing wurde am 6. November 1899 in Betrieb genommen; der damalige Endpunkt war Ebersberg. Die Verlängerung nach Wasserburg erfolgte erst am 27. September 1905. In diesem wurde der Bahnhof Ebersberg mit drei täglichen Zugpaaren bedient. Neben dem Bahnhof Ebersberg lagen die Haltepunkte Oberndorf bei Ebersberg und Neuhausen im Stadtgebiet, heute sind diese Haltepunkte stillgelegt und abgebaut. Da in den 1960er Jahren beschlossen wurde, die stark nachgefragte Strecke von Grafing nach Ebersberg in das Netz der S-Bahn München aufzunehmen, wurde die Bahnstrecke bis Ebersberg im Jahr 1969 elektrifiziert. Die S-Bahn nahm im Jahr 1972 ihren Betrieb auf, damals fuhren die S-Bahnen im 40-Minuten-Takt von München über Grafing weiter nach Ebersberg. Um 2000 wurde der Bahnhof modernisiert, die Bahnsteige wurden auf eine Höhe von 96 Zentimetern für die S-Bahn und auf eine Höhe von 76 Zentimetern für die Regionalbahnen angehoben. Der Bahnhof verfügt heute über zwei Gleise, die an einem Mittelbahnsteig liegen. Gleis 1 ist ein Stumpfgleis in Richtung Grafing, welches nur von den S-Bahn-Zügen genutzt wird. Gleis 2 wird vom Filzen-Express und von den S-Bahnen genutzt. Das Bahnhofsgebäude ist bis heute erhalten geblieben, im Gebäude befand sich ein Service Store der Deutschen Bahn und ein Kiosk (derzeit durch einen Dönerladen angemietet). Der Bahnhof wurde 2013 barrierefrei ausgebaut.
| Linie | Linienverlauf |
| ----- | --- |
| S4    | Geltendorf – Türkenfeld – Grafrath – Schöngeising – Buchenau – Fürstenfeldbruck – Eichenau – Puchheim – Aubing – Leienfelsstraße – Pasing – Laim – Hirschgarten – Donnersbergerbrücke – Hackerbrücke – Hauptbahnhof – Karlsplatz (Stachus) – Marienplatz – Isartor – Rosenheimer Platz – Ostbahnhof – Leuchtenbergring – Berg am Laim – Trudering (– Gronsdorf – Haar – Vaterstetten – Baldham – Zorneding – Eglharting – Kirchseeon – Grafing Bahnhof – Grafing Stadt – Ebersberg) |
| S6    | Tutzing – Feldafing – Possenhofen – Starnberg – Starnberg Nord – Gauting – Stockdorf – Planegg – Gräfelfing – Lochham – Westkreuz – Pasing – Laim – Hirschgarten – Donnersbergerbrücke – Hackerbrücke – Hauptbahnhof – Karlsplatz (Stachus) – Marienplatz – Isartor – Rosenheimer Platz – Ostbahnhof – Leuchtenbergring – Berg am Laim – Trudering – Gronsdorf – Haar – Vaterstetten – Baldham – Zorneding – Eglharting – Kirchseeon – Grafing Bahnhof – Grafing Stadt – Ebersberg  |

Der Bahnhof Ebersberg wird heute im 20/40-Minuten-Takt von Zügen der S-Bahn-Linie S4 und S6 bedient. Diese verbinden Ebersberg mit Grafing, Kirchseeon, Zorneding, Haar, München, Fürstenfeldbruck, Buchenau, Grafrath und Geltendorf sowie mit Planegg, Gauting, Starnberg und Tutzing. Zusätzlich zum 20/40-Minuten-Takt der S-Bahn verkehrt außerdem der so genannte Filzenexpress im Stundentakt zwischen Wasserburg(Inn) Bf und Grafing Bf. In der Hauptverkehrszeit werden die Züge des Filzenexpress von Ebersberg über Grafing Bahnhof nach München Ost geführt, zum Teil auch bis zum Münchner Hauptbahnhof.

#### Busverkehr
Die Stadt liegt im Tarifraum des Münchner Verkehrs- und Tarifverbunds (MVV). Die Stadt besitzt neben dem Anschluss an das S-Bahn- und Regionalverkehrsnetz auf der Schiene auch eine Verknüpfung mit dem Busnetz. Im Stadtgebiet von Ebersberg verkehren derzeit sieben Buslinien des Münchner Verkehrs- und Tarifverbundes. Im Stadtgebiet von Ebersberg verkehren derzeit folgende Buslinien:
| Linie | Linienverlauf                                                                                                  | Verkehrsunternehmen  |
| ----- | --- | -------------------- |
| 437   | Wasserburg am Inn (Stadt Busbf) – Wasserburg (Inn) Bf R – Reitmehring – Ebersberg S R – Grafing Bahnhof S R    | RVO                  |
| 440   | Piusheim, Schule – Glonn – Grafing Bahnhof S R (– Grafing, Gymnasium / Ebersberg, Realschule)                  | Busreisen Ettenhuber |
| 442   | Grafing Bahnhof S R – Grafing Stadt S R – Ebersberg S R – Kirchseeon S – Eglharting, Westring (– Buch)         | Larcher Tours        |
| 445   | Ebersberg S R – Hohenlinden – Forstern – Erding S                                                              | Larcher Tours        |
| 446   | (Poing S Nord –) Markt Schwaben S R – Anzing – Forstinning (– Forstern – Hohenlinden) – Ebersberg S R          | Larcher Tours        |
| 448   | Grafing Bahnhof S R – Schammach – Öxinger Platz – Oberndorf – Ebersberg S R – Seeschneid – Grafing Bahnhof S R | Omnibus Reisberger   |
| 469   | (Ebersberg S R –) Hohenlinden – Forstern – Karlsdorf – Neupullach – Forstinning – Markt Schwaben S R           | Larcher Tours        |

Die zum Stadtgebiet zählenden Orte Englmeng, Ruhensdorf und Traxl sind seit 15. Dezember 2014 durch die MVV-Rufbuslinie  443 (Steinhöring R – Traxl – Jakobneuharting – Frauenneuharting – Tulling R – Sankt Christoph – Abersdorf – Berg – Steinhöring R) erstmals an den öffentlichen Personennahverkehr angebunden.

## Persönlichkeiten

### In Ebersberg geboren
- Candid Huber (1747–1813), Benediktinermönch und Erschaffer der Ebersberger Holzbibliothek
- Ignaz Perner (1796–1867), Begründer der Tierschutzbewegung
- Anna Riezler, geborene Beck (1798–1829), Malerin
- Desiderius Beck (1804–1877),  deutscher Mediziner und königlich bayerischer Gerichtsarzt
- Friedrich Beck (1806–1888), Dichter und Gelehrter
- Balthasar Ranner (1852–1920), Reichstags- und Landtagsabgeordneter aus Aßlkofen
- Josef Brendle (1888–1954), Kunstmaler
- Pascalina Lehnert (eigtl. Josephine Lehnert; 1894–1983), Ordensschwester, Haushälterin und Assistentin von Pius XII.
- Richard Koch (1916–1992), Landwirt und Politiker
- Manfred Bergmeister (1927–2019), Kunstschmied
- Walter Zeller (1927–1995), Motorradrennfahrer
- Johann Attenberger (1936–1968), Motorradrennfahrer
- Ewald Schurer (1954–2017), Politiker, MdB (SPD)
- Robert Papst (* 1960), Gitarrist, Musikproduzent und Komponist, Gründer der Band Dominoe
- Thomas Huber (* 1972), Politiker (CSU)
- Tobias N. Siebert (* 1972), Filmproduzent
- Sarah Clara Weber (* 1977), Filmeditorin
- Andreas Lenz (* 1981), Politiker (CSU), Mitglied des Deutschen Bundestages
- Simon Viktor (* 1984), Autor, Musiker und Künstleragent
- Anna-Maria Hirsch (* 1986), Schauspielerin
- Dominik Quinlan (* 1988), Eishockeyspieler
- Florian Niederlechner (* 1990), Fußballspieler
- Isabella Straub (* 1991), Sportschützin, Weltmeisterin
- Florentin Will (* 1991), Komiker und Moderator
- Ralf Rinke (* 1993), Eishockeyspieler
- Niklas Roever (* 1998), Jazzmusiker
- Christoph Ehlich (* 1999), Fußballspieler
- Julia Pollak (* 2002), Fußballspielerin

### Im Ort tätig oder gelebt
- Ulrich Moser (unbekannt–1297), war ab 1286 bis zu seinem Tod Abt des Klosters Ebersberg.
- Jacob Balde (1604–1668), Jesuit und Dichter, war oft zum Sommeraufenthalt in Ebersberg.[41][42]
- Ernst von Gagern (1807–1865), einflussreicher katholischer Priester; in den 1830er Jahren als Cooperator in Ebersberg tätig.
- Josef Wintrich (1891–1958), Jurist, war Präsident des Bundesverfassungsgerichts von 1954 bis 1958. 1981 Umbenennung der Ebersberger Realschule in Dr.-Wintrich-Schule.[43][44]
- Nikolaus Davis (1883–1967), griechischer Genre- und Landschaftsmaler, verbrachte seinen Lebensabend in Ebersberg
- Hellmuth Karasek (1934–2015), Journalist, Buchautor, Film- und Literaturkritiker und Professor für Theaterwissenschaft, heiratete 1959 in Ebersberg und lebte 9 Monate dort
- Horst Mahler (1936–2025), Rechtsanwalt, ehemaliger Linksterrorist und später Neonazi, lebte in Ebersberg.
- Sylvia Stolz (* 1963), ehemalige deutsche Rechtsanwältin, die dem Neonazismus zugeordnet wird, lebt in Ebersberg.

### Ehrenbürger
- Martin Guggetzer (1872–1950), kath. Pfarrer, wurde 1946 geehrt
- Manfred Bergmeister (1927–2019), Kunstschmied und Gründungsmitglied der Akademie Handwerk München, Träger des Bundesverdienstkreuzes und des Bayerischen Verdienstordens, geehrt 1997